# خط المعركة

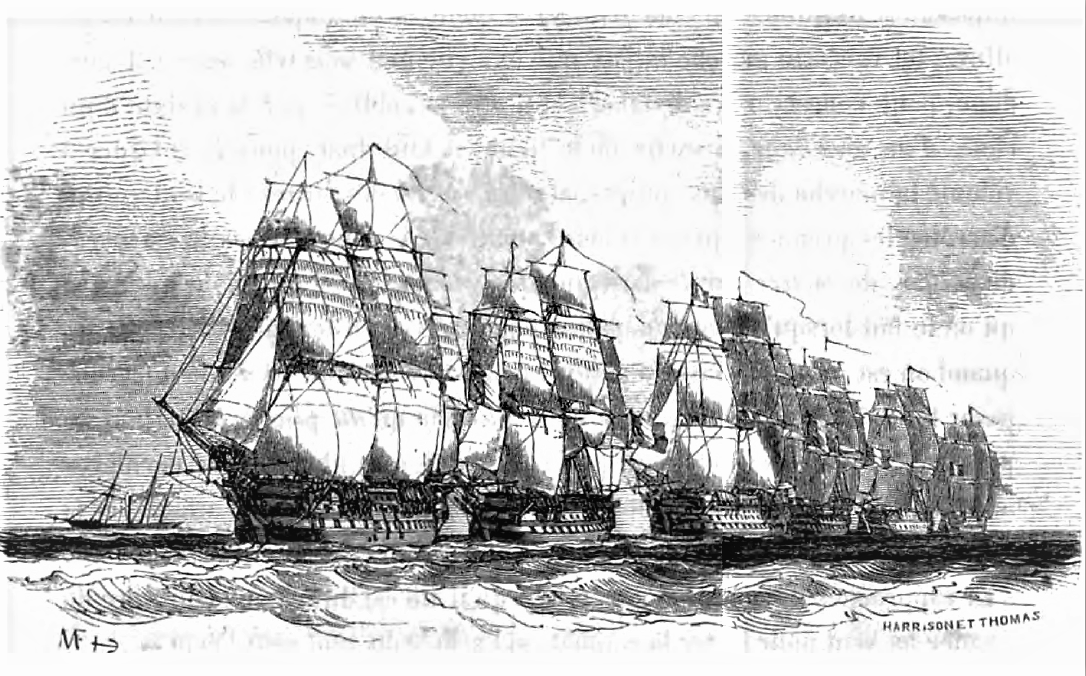
سرب فرنسي يشكل خط المعركة حوالي عام 1840. رسم من قبل أنطوان موريل-فاتيو.

في الحرب البحرية، خط المعركة عبارة عن تكتيك يقوم فيه أسطول السفن البحري بتشكيل نهاية إلى نهاية. تم التنازع على من أول من استخدمها، وتم وضعها بشكل مختلف في تواريخ تتراوح ما بين 1502 إلى 1652، مع تكتيكات خط المعركة التي تم استخدامها على نطاق واسع بحلول عام 1675.
أصبحت السفينة ذات القوة الكافية للوقوف في خط المعركة تسمى سفينة خطية (المعركة) أو خط سفينة المعركة، والتي اختصرت لتصبح كلمة بارجة.